# Lithocarpus clementianus
Lithocarpus clementianus (King ex Hook.f.) A.Camus – gatunek roślin z rodziny bukowatych (Fagaceae Dumort.). Występuje naturalnie na Półwyspie Malajskim (w malezyjskich stanach Kelantan i Terengganu) oraz w północnej części wyspy Borneo. 

## Morfologia
PokrójZimozielone drzewo dorastające do 27 m wysokości. Pień czasem jest w korzeniami podporowymi.
LiścieBlaszka liściowa jest nieco skórzasta i ma eliptycznie lancetowaty kształt. Mierzy 15,2 cm długości oraz 5 cm szerokości, ma ostrokątną nasadę i ostry wierzchołek. Ogonek liściowy jest nagi i ma 5–7 mm długości.
OwoceOrzechy o kulistym kształcie. Osadzone są pojedynczo w kubeczkowatych miseczkach, które mierzą 17–35 mm średnicy. Orzechy otulone są miseczkami do 20–40% ich długości.